# Shaybanidi

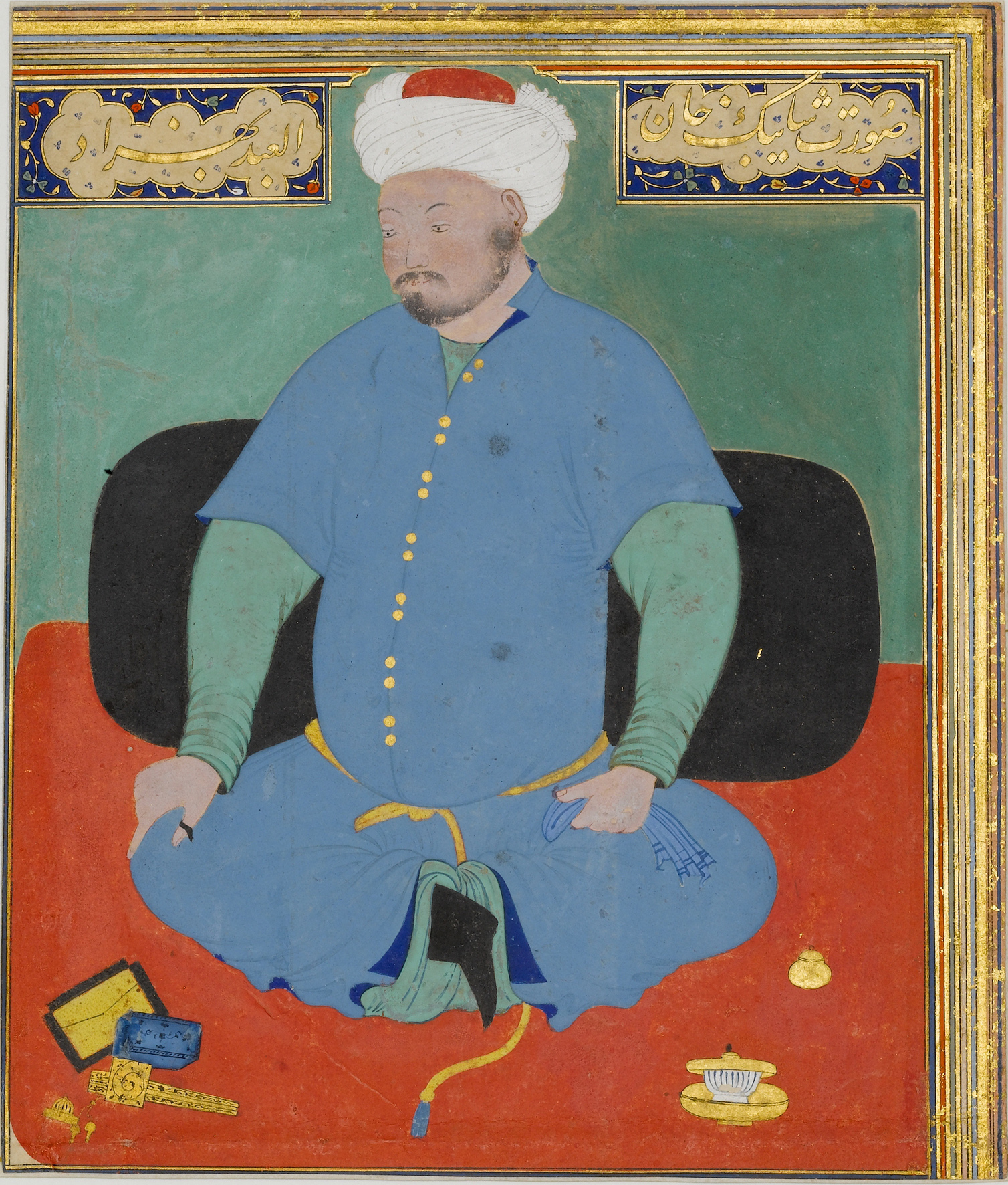
Muhammad Shaybani (da un manoscritto del 1507 circa, conservato nell'Academia delle Arti dell'Uzbekistan).

Gli Shaybanidi sono stati i discendenti patrilineari di Shībān (dall'arabo Shaybān), quinto figlio di Joči e nipote di Gengis Khan. 
Si tratta di una dinastia uzbeka che regnò sulla Transoxiana nel XVI secolo. Shibani Khan (ca. 1451-1510) dalla nativa Sogdiana invase (1500) la Transoxiana sconfiggendo il sovrano del Fargana Bāber. Shaybani fu a sua volta sconfitto e ucciso dai Safavidi a Merv. Questi ultimi – di credo musulmano sciita – furono del resto i nemici tradizionali dei Shaybanidi (sunniti) ai quali strapparono progressivamente tutto il territorio. 
Gli Shaybanidi risiedettero dapprima a Samarcanda e quindi a Bukhara.